# Diplycosia microphylla
Diplycosia microphylla är en ljungväxtart som beskrevs av Odoardo Beccari. Diplycosia microphylla ingår i släktet Diplycosia och familjen ljungväxter. Inga underarter finns listade i Catalogue of Life.